# Nitronat

Structura generală a anionului nitronat

Nitronat (IUPAC: azinat) este o grupă funcțională cu formula generală R1R2C=NO−
2. Este anionul corespunzător al acidului nitronic (numit și formă acinitro), care reprezintă forma tautomeră a unui nitroderivat. 
În mod analog aldehidelor și cetonelor, care se află în echilibru chimic cu forma lor enolică tautomeră în mediu acid sau bazic, și nitroderivații se găsesc în același echilibru cu forma de nitronat în mediu bazic. 
Are două structuri de rezonanță legate de poziția duble legături în formele tautomere aflate în echilibru chimic.

## Obținere
Nitronații se obțin prin reacția nitroderivaților cu baze. Se folosește de obicei hidroxid de sodiu, obținându-se nitronatul de sodiu:
Reacția poate fi scrisă astfel:
R-CH2-NO2 + B → BH+ + R-CH:−
-NO2 ⇌ R-CH=NO−
2

## Proprietăți
Prin tratare cu acizi se obține acidul nitronic (forma acinitro) care, la cald sau în timp, trece înapoi în forma nitro.